# Nederlandse Diabetes Federatie
De Nederlandse Diabetes Federatie (NDF) is een Nederlandse koepelorganisatie gericht op diabetes mellitus, zoals zorgverleners, wetenschappers en diabetici. De NDF werd opgericht in 1995 en richt zich op drie beleidsgebieden: preventie van diabetes, optimale zorg voor diabetici, en kennis (actuele kennis op het gebied van diabeteszorg en -preventie beschikbaar en toepasbaar maken). 

## Leden
De leden van de NDF zijn op dit moment: Diabetes Education Study Group Nederland (DESG), Diabetes Fonds, Diabetes Huisartsen Advies Groep (DiHAG), Diabetes and Nutrition Organization (DNO), Diabetesvereniging Nederland (DVN), EADV de beroepsorganisatie voor diabeteszorgverleners, Koninklijke Nederlandse Maatschappij ter bevordering der Pharmacie (KNMP), Nederlandsche Internisten Vereeniging (NIV), Nederlandse Vereniging voor Diabetes Onderzoek (NVDO) en Nederlandse Vereniging voor Kindergeneeskunde (NVK). Naast deze tien leden heeft de NDF ook buitengewone leden: dit zijn instellingen die actief zijn op het gebied van de diabeteszorg. Tot slot heeft de NDF ook bedrijfsleden: dit zijn bedrijven die actief zijn op het gebied van de diabeteszorg.
De eerste voorzitter van de NDF (periode 1995-2000) was de Zwolse internist dr. Evert van Ballegooie, die zelf ook een centrale rol speelde bij de oprichting van de organisatie.

## Preventie
De NDF coördineert de landelijke voorlichtingscampagne "Kijk op Diabetes", ontwikkelt voorlichtingsbeleid voor het algemene publiek en specifiek voor mensen met een verhoogd risico om diabetes te krijgen. De NDF overlegt met het Ministerie van Volksgezondheid, Welzijn en Sport over het ontwikkelen van een "Nationaal Diabetes Preventie Programma".

## Zorg
De NDF heeft de zogenaamde "Zorgstandaard" ontwikkeld, waarin wordt beschreven welke specifieke zorg diabetici nodig hebben. Deze wordt door een speciale commissie actueel gehouden, aangevuld en uitgewerkt in een compleet stelsel van richtlijnen voor een goede diabeteszorg.

## Kennis en voorlichting
De NDF streeft ernaar om expertise op het gebied van educatie en voorlichting te bundelen. Hierbij richt zij zich op diabetici, mensen met een verhoogd risico op diabetes, het algemene publiek en op zorgverleners in de diabeteszorg. Ook werkt zij aan de IT-infrastructuur in de diabeteszorg en voor de landelijke registratie van patiënt- en zorggegevens. De Commissie Wetenschap streeft naar het ontsluiten en toepasbaar maken van wetenschappelijke kennis over diabetes en diabeteszorg, met als uiteindelijke doel het bevorderen van de kwaliteit hiervan.